# خوسيه ألفيس
خوسيه ألفيس (بالبرتغالية: José Alves dos Santos‏) (10 أغسطس 1934 في البرازيل - 19 يناير 2021) هو لاعب كرة قدم برازيلي في مركز الهجوم. لعب مع نادي أمريكا ونادي سانتوس ونادي كورينثيانز وتيبورونيس روخوس دي فيراكروز.

## وصلات خارجية
- خوسيه ألفيس على موقع قاعدة بيانات كرة القدم.إي يو (الإنجليزية)